# 亚当·沙欣
亚当·沙欣（Adam Shaheen，1994年10月24日出生）是一位美国前职业橄榄球边锋。他曾在愛許蘭大學橄榄球队效力，并在2017年NFL选秀大会第二轮被芝加哥熊队选中。他是NFL现代历史上来自愛許蘭的最高顺位选秀球员。

## 早期生活
沙欣就读于俄亥俄州桑伯里的大胡桃高中。高中时，他踢足球和打篮球。

## 大学生涯
沙欣在匹兹堡大学约翰斯顿分校打了一年大学篮球。 2014 年，他转学到愛許蘭大學，并以替补队员的身份加入了橄榄球队。在他的职业生涯中，他共完成 129 次接球，推进 1,755 码，达阵26 次。2016 赛季结束后，沙欣决定放弃大四学业，参加2017 年 NFL 选秀。

## 职业生涯

### 选秀前
2017 年 1 月 5 日，沙欣宣布放弃大四赛季，参加2017 年 NFL 选秀。消息发布时，CBS 体育和 NFLDraftScout.com将他评为选秀中第 12 位最佳近端锋新秀。沙欣是受邀参加在印第安纳州印第安纳波利斯举行的NFL 球探联合训练营的19 名近端锋之一。他在联合训练营中表现出色，并以 24 次卧推与俄勒冈州的法老布朗并列第一。 沙欣在位置训练中表现最佳，展示了他的敏捷性和接球能力。他在位置训练中的表现给球探和球队代表留下了深刻的印象，他的选秀行情因此提升。
参加联合试训之前，沙欣是二级联赛愛許蘭大學裡面一名名不见经传的新秀。他在联合试训的一次采访中受到媒体的关注。当时，一名记者问他大学期间为何胖了 70 磅，沙欣回答说：“嗯，吃了很多Chipotle 墨西哥卷饼。” 他接着重申：“说实话，就是吃了很多墨西哥卷饼。” 这段引言和故事随后被发布在Bleacher Report、纽约每日新闻、今日美国和ESPN的网站上，新英格兰爱国者队的网站上给他起了“Chipotle 新秀”的称号。 2017 年 3 月 22 日，沙欣选择参加愛許蘭大學职业日，并且只进行位置训练。来自 16 支 NFL 球队的球探和球队代表出席了会议，其中包括匹兹堡钢人队、芝加哥熊队、新奥尔良圣徒队、奥克兰突袭者队和底特律雄狮队的近端锋教练。沙欣多次拜访 NFL 球队并与其进行私人训练，包括费城老鹰队、  克利夫兰布朗队、田纳西泰坦队、亚利桑那红雀队、坦帕湾海盗队和达拉斯牛仔队。大多数 NFL 选秀专家和分析师预测他会在第二轮被选中。NFLDraftScout.com 和 NFL 分析师Mike Mayock将他评为选秀中第四好的近端锋新秀， ESPN将他评为第五好的近端锋。
| 高度                            | 重量              | 臂长                    | 手跨度                 | 40码短跑 | 10码分段 | 20码分段 | 20码往返跑 | 三牙轮钻头 | 垂直跳跃            | 跳远                   | 卧推 | Wonderlic |
| ------------------------------- | ----------------- | ----------------------- | ---------------------- | -------- | -------- | -------- | ---------- | ---------- | ------------------- | ---------------------- | ---- | --------- |
| 6英尺6英寸1 ⁄ 2 英寸 （1.99米） | 278磅 （126公斤） | 331 ⁄ 2 英寸 （0.85米） | 95 ⁄ 8 英寸 （0.24米） | 4.79秒   | 1.71秒   | 2.80秒   | 4.38秒     | 7.09秒     | 32.5英寸 （0.83米） | 10英尺1英寸 （3.07米） | 24次 | 24        |
| 所有数据来自NFL联合会           |                   |                         |                        |          |          |          |            |            |                     |                        |      |           |

### 芝加哥熊队

#### 2017
芝加哥熊队在 2017 年 NFL 选秀中以第二轮第 45 顺位选中了沙欣。熊队原本拥有第二轮第 36 顺位选秀权，但选择将其第七轮选秀权（总第 221 顺位）交易给红雀队，从而获得了第二轮（第 45 顺位）、第四轮（总第 119 顺位）和第六轮（总第 197 顺位）选秀权。沙欣是愛許蘭大學选秀顺位第二高的球员。他是继杰里斯·彭德尔顿( 2012 年)、比尔·奥弗迈尔( 1972 年) 和莱恩·佩蒂格鲁 ( 1971 年) 之后仅有的三位来自愛許蘭的选秀球员。 2017 年 5 月 19 日，熊队与沙欣签订了一份为期四年、价值 591 万美元的合同，其中 317 万美元保障金，签约奖金为 243 万美元。
整个训练营期间，沙欣一直在与丹尼尔·布朗 (Daniel Brown)和本·布劳内克 (Ben Braunecker)竞争深度图上第三名近端锋的位置。主教练约翰·福克斯 (John Fox)在常规赛开始时将沙欣任命为熊队深度图上的第三名近端锋，排在老将扎克·米勒 (Zach Miller)和迪翁·西姆斯 ( Dion Sims)之后。
他在熊队以 23-17 输给亚特兰大猎鹰队的赛季揭幕战中首次亮相职业常规赛。9 月 24 日，沙欣首次首发并在球队以 23-17加时赛获胜的比赛中接到四分卫迈克·格伦农的两码达阵传球，这是他职业生涯的第一次传球。他职业生涯的第一个达阵接球出现在第二节，当时钢人队的防守失误让沙欣大开杀戒。在前七场常规赛中，沙欣主要在两到三场近端锋阵型中被用作阻挡近端锋。在第 8 周对阵圣徒队的比赛中，首发近端锋扎克·米勒膝盖脱臼并撕裂腘动脉。米勒在本赛季剩余时间被列入伤病名单，沙欣成为第二位首发近端锋，与迪翁·西姆斯一起。在第 11 周，他连续第三次首发，接到赛季最高的四次传球，推进 41 码，并在熊队 24-27 负于底特律雄狮队的比赛中接到米切尔·特鲁比斯基 (Mitchell Trubisky)的一次一码达阵传球。 12 月 10 日，沙欣接到四次传球，接到赛季最高的 44 码接球，并在芝加哥 33-7 击败辛辛那提猛虎队的比赛中接到一次一码达阵接球得分。他在比赛中胸部受伤，接下来的一周没有上场。作为一名新秀，沙欣完成了 12 次接球，推进 127 码，三次达阵。

#### 2018
2018年，沙欣原本被安排担任熊队的首发近端锋。然而，在球队的第二场季前赛中，沙欣脚踝和脚部扭伤。他于2018年9月2日被列入伤病名单，有可能在赛季后期复出。 2018年11月17日，他从伤病名单中被激活。在六场比赛中，他完成了五次接球，推进48码，并达阵一次。

#### 2019
2019赛季，沙欣在熊队近端锋深度榜上排名第二，仅次于特雷·伯顿。2019年11月30日，他被列入伤病名单。赛季结束时，他完成了9次接球，推进74码，没有达阵。

### 迈阿密海豚队
2020 年 7 月 26 日，沙欣被交易至迈阿密海豚队，换取一个有条件的第七轮选秀权。在第五周对阵旧金山 49 人队的比赛中，他代表海豚队在 43-17 的胜利中完成了他的第一次达阵。 2020 年 10 月 28 日，沙欣与海豚队续签了一份为期两年、价值 765 万美元的合同。 2020 赛季，他在 16 场比赛和 5 场首发中完成了 12 次接球，接球码数 150 码，3 次接球达阵。在 2021 赛季，沙欣出场 12 场，首发 7 场。他完成了 12 次接球，接球码数 110 码。
2022年8月9日，海豚队同意将沙欣连同2023年第七轮选秀权交易给休斯顿德州人队，以换取2023年第六轮选秀权。两天后，由于沙欣未能通过体检，交易被取消。海豚队于8月16日将他列入伤病名单。
1. ↑  . www.maxpreps.com.   [2025-05-20] （英语）.
2. ↑  pluto, terry. . cleveland. 2017-03-01  [2025-05-20] （英语）.
3. ↑  . Ideastream Public Media. 2017-03-01  [2025-05-20] （英语）.
4. ↑  Journal, Ashland University sports information, Mansfield News. . Mansfield News Journal.   [2025-05-20] （美国英语）.
5. ↑  . Richland Source. 2017-01-05  [2025-05-20] （美国英语）.
6. ↑  Jr, Harry Lyles. . SBNation.com. 2017-03-03  [2025-05-20] （英语）.
7. ↑  Parco, Nicholas. . New York Daily News. 2017-03-04  [2025-05-20] （美国英语）.
8. ↑  . bleacherreport.com.   [2025-05-20] （英语）.
9. ↑  . ESPN.com. 2017-05-18  [2025-05-20] （英语）.
10. ↑  Tsuji, Alysha. . For The Win.   [2025-05-20] （美国英语）.
11. ↑  . NFL.com.   [2025-05-20] （美国英语）.
12. ↑  Root, Jess. . Cardinals Wire.   [2025-05-20] （美国英语）.
13. ↑  . ESPN.com. 2017-04-22  [2025-05-20] （英语）.
14. ↑  . NFL.com.   [2025-05-20]. （原始内容存档于2020-01-18） （英语）.
15. ↑  . NFL.com.   [2025-05-20] （美国英语）.
16. ↑  . draftscout.com.   [2025-05-20].
17. ↑  . web.archive.org. 2017-04-30  [2025-05-20].
18. ↑  Perez, Bryan. . Bears Wire.   [2025-05-20] （美国英语）.
19. ↑  . Pro-Football-Reference.com.   [2025-05-20] （英语）.
20. ↑  . 247Sports.   [2025-05-20] （美国英语）.
21. ↑  Spotrac. . spotrac.com.   [2025-05-20] （英语）.
22. ↑  . www.ourlads.com.   [2025-05-20].
23. ↑  . www.chicagobears.com.   [2025-05-20] （美国英语）.
24. ↑  . Pro-Football-Reference.com.   [2025-05-20] （英语）.
25. ↑  . Chicago Sun-Times. 2017-11-01  [2025-05-20] （英语）.
26. ↑  . Pro-Football-Reference.com.   [2025-05-20] （英语）.
27. ↑  . Pro-Football-Reference.com.   [2025-05-20] （英语）.
28. ↑  . Chicago Sun-Times. 2017-12-16  [2025-05-20] （英语）.
29. ↑  . Pro-Football-Reference.com.   [2025-05-20] （英语）.
30. ↑  . web.archive.org. 2018-09-23  [2025-05-20].
31. ↑  . www.chicagobears.com.   [2025-05-20] （美国英语）.
32. ↑  . www.chicagobears.com.   [2025-05-20] （美国英语）.
33. ↑  . www.chicagobears.com.   [2025-05-20] （美国英语）.
34. 1 2  . Pro-Football-Reference.com.   [2025-05-20] （英语）.
35. ↑  . www.chicagobears.com.   [2025-05-20] （美国英语）.
36. ↑  . Pro-Football-Reference.com.   [2025-05-20] （英语）.
37. ↑  . www.miamidolphins.com.   [2025-05-20] （美国英语）.
38. ↑  . www.miamidolphins.com.   [2025-05-20] （美国英语）.
39. ↑  . NFL.com.   [2025-05-20] （美国英语）.
40. ↑  . www.miamidolphins.com.   [2025-05-20] （美国英语）.